# Tmesisternus divisus
Tmesisternus divisus è una specie di coleottero del genere Tmesisternus, famiglia Cerambycidae. Fu descritta scientificamente da Aurivillius nel 1927 e abita frequentemente le foreste tropicali della Papua Nuova Guinea. È una specie che raggiunge dimensioni tra i 15 e i 18 mm e si caratterizza per la lunga linea gialla sul suo corpo, tratto distintivo che dà nome alla specie.